# Josep Estadella i Arnó
Josep Estadella i Arnó (Lleida, 13 de maig de 1880 - 6 de desembre de 1951) fou un metge, poeta i polític català.

## Biografia
Va fer els primers estudis al col·legi Sant Jaume on va ser company de Joan Bergós i de Joan Santamaria. Aprengué l'ofici del pare, barber, i a la vegada estudià Medicina a Barcelona que va acabar a Saragossa l'any 1904. La mort de la seva primera esposa l'any 1918 (es torna a casar un any després amb Júlia Larrosa), provocarà que la seva obra creixi a bastament i aprofundeixi en la nuesa del retoricisme. Seguint la tradició de Magí Morera, construirà un univers estètic de l'ambient lleidatà i després de la seva mort, Estadella es considerarà com el segon recuperador de la literatura catalana. L'any 1919 és elegit president del Col·legi Oficial de Metges de Lleida.
Inicialment, milità en el catalanisme, i fou paer segon de Lleida, diputat provincial per Balaguer i conseller de la secció de beneficència i sanitat de la Mancomunitat de Catalunya. Després, però, va militar en el Partit Republicà Radical, partit amb el qual fou elegit diputat per la província de Lleida a les eleccions generals espanyoles de 1931.
Durant els governs d'Alejandro Lerroux i Ricardo Samper i Ibáñez fou nomenat ministre de treball i previsió social del 16 de desembre de 1933 a 4 d'octubre de 1934. El 1935 abandonà el partit i quan esclatà la Guerra Civil Espanyola es va exiliar a Carcassona i després a Andorra.
En l'aspecte literari va publicar diverses obres poètiques i va participar assíduament a diversos Jocs Florals. Als de Barcelona va guanyar, el 1927, la Flor Natural i l'Englantina d'or, i el 1928, de nou Flor Natural i la Viola d'or i d'argent. El 6 de maig de 1928 va ser proclamat Mestre en Gai Saber.

## Vida literària[2]
Presentà els primers poemes al certamen de l'Acadèmia Mariana, on el 1900 obté el primer premi amb el poema titulat La Cegueta. Repetirà el 1902. I d'aquí anirà als Jocs Florals de Lleida on consolidarà el seu nom i finalment l'any 1928 va ser Mestre en Gai Saber en els Jocs Florals de Barcelona.
A partir de la fundació del Centre Excursionista de Lleida entra en contacte amb Rafael Gras i Esteva, Alfred Perenya i Enric Arderiu, entre d'altres, i n'esdevé el primer secretari de la secció de folklore, d'on li vindrà el seu coneixement de la poesia i el llenguatge popular, que influiran de manera decisiva en la seva vida i composició poètica.
El primer recull no és editat fins a 1923 i porta per títol Campànules. I fins a Clarors, el segon, transcorreran quatre anys. Estadella comença a col·laborar a les revistes Lleida i Vida Lleidatana. El mateix any del mestratge poètic, 1928, publica el tercer volum de la seva obra titulat Floralesques, que conté bàsicament tota la poesia premiada en certàmens.
En concloure la Dictadura de Primo de Rivera, Estadella es dedicarà decisivament a l'àmbit polític, sense deixar de banda, però, la creació poètica. En ser restaurats els Jocs Florals de Lleida, l'any 1931, passa a ocupar-ne la presidència, al mateix temps que publica el seu quart volum, L'Argall.
El 1936 Estadella, acaba abandonant les responsabilitats polítiques i reiniciarà un procés d'estilització i de maduresa creativa. Es va haver d'exiliar primer a Carcassona i en sobrevenir la Segona Guerra Mundial, el 1942, a Andorra, on exercirà altre cop la seva professió i trobarà repòs.
Fins a la seva mort ocorreguda l'any 1959, donarà a conèixer tres llibres: Corrandes i Madrigals el 1946 i Flautes al vent i Fites el 1949. La poesia inicial d'Estadella és una festa contínua; una poesia amable, educada i exultant, però els dos darrers llibres traeixen, com en la majoria de poetes que varen passar pel mateix tràngol de la guerra, una estilització conceptual i una interiorització de tons metafísics; de la jovialitat a la gravetat, a una mena de senequisme, sense deseixir-se mai del cisell de la forma contenciosa, musical i perfecta. L'any 1996 es publicà la seva Obra Poètica amb el recull de les seves poesies.

## Vida Política[3]
Militant d'Unió Republicana i de Joventut Republicana, el 1912 passà a presidir aquesta entitat de la qual se separarà el 1914, per ingressar al PRR (Partit Republicà Radical). Va ser el màxim dirigent d'aquest partit de 1915 a 1935.
Entre 1911 i 1917 va ser regidor de l'Ajuntament de Lleida. Va guanyar una acta de diputat provincial pel districte de Balaguer el 1917 i el 1921.
Fou membre del Consell Permanent de la Mancomunitat de Catalunya (1917) i conseller de Beneficència i Sanitat (1921). El 1923 va guanyar una acta de senador per Barcelona.
El 1930 va ser un dels impulsors a Lleida del Front Únic d'Esquerres i va ser elegit diputat a Corts per Lleida dins una candidatura de coalició republicana.
Membre del consell català del PRR (1932), va fer el salt a la política estatal amb la constitució del Gabinet Lerroux, al desembre de 1933. Va ocupar la sotssecretaria de Sanitat i Beneficència i va ser ministre de Treball i Previsió Social (1933-34).

## Obres
- Campànules (1923)
- Clarors (1925)
- Floralesques (1928)
- L'argall (1931)
- Arquimesa (1936)
- Corrandes i madrigals (1946)
- Obra Poètica (1996)

Poemes presentats als Jocs Florals de Barcelona
| - El joglar enamorat (1922) - La riuada (1922) - Orfa de la guerra (1922) - Confidència (1923) - La molinera (1923) - Cor de neu (1923) - Parlant ab la mare (1923) - Ai, quina cançó! (1923) - Gelosia (1923) (1r accèssit a la Flor Natural) - Poemàtica (1923) (2n accèssit a l'Englantina d'or) - La llar nostrada (1924) - Camperoles (1924) - Glosa (1926) - Cameperola (1926) - Impromptu (1926) - Pagesa cepada (1926) - El meu carrer (1926) (3r accèssit a l'Englantina d'or) - Vora la llar que flameja (1926) - Vilatana (1926) - Aquesta flor colorada (1926) - Parlant ab la cabrera (1926) - Mosseta d'Urgell (1926) | - Fé rústega (1926) - Vanitosa (1926) - Penjoll de corrandes (1926) - El roseret trasplantat (1926) - La flor aparaulada (1927) (Premi de la Flor Natural) - Mossa de Fraga (1927) (Premi de l'Englantina d'or) - La calaixera vella (1927) (1r accèssit a l'Englantina d'or) - Poblet (1927) - Lloant l'amor (1927) - Idil·li de cançons (1927) - Hores al camp (1927) - A una camperola (1927) - Petits poemes nocturnals (1928) (Premi de la Flor Natural) - Col·lotge blanc (1928) (Premi de la Viola d'or i d'argent) - La nora. Transfusió (1928) - Les hermites (1928) - Sota de l'olm (1928) - Collaret d'ànimes (1933) - Rims a Sila (1933) - Clixé de la ciutat (1933) |